# Епископ браничевски Митрофан
Митрофан (световно Миливоје Рајић; Будимпешта, 8. децембар 1873 — Пожаревац, 24. јануар 1930) је био епископ Српске православне цркве.

## Биографија
Митрофан (световно Миливоје Рајић) рођен је 8. децембра 1873. године у Будимпешти. Гимназију је завршио у Осијеку, правни факултет у Загребу, а Стару карловачку богословију у Сремским Карловцима.
Замонашен је у манастиру Лепавини 2. децембра 1897, а 9. децембра рукоположен у чин јерођакона. За протођакона је произведен 18. октобра 1898. а за презвитера рукоположен 6. децембра 1902. За протосинђела је произведен 15. августа 1903, а за архимандрита 25. децембра 1905. До избора за епископа био је епископски секретар и конзисторијални бележник у Пакрацу. Његовом иницијативом је покренут лист за свештенопастирску практику, "Пастир добри", који је излазио двапут месечно у Пакрацу од 1905. до 1907. Био један од првих предводника богомољачког покрета, који је био веома развијен у браничевском крају.
За првог епископа обновљеног владичанства браничевског изабран је 30. августа 1921, а хиротонисан 29. јануара 1922. у београдској Саборној цркви.
У то време на целој територији епархије било је свега 56. храмова. Већ почетком 1924. године покренута је велика акција за подизање цркава у оним парохијама које су биле без храмова (ЦСБр. 316 од 17/30. јануара 1924. године). За осам година колико је
епископ Митрофан био на челу епархије довршене су и освећене цркве у Миливи (1924), Костолцу (1925), Стрмостену (1925), Макцу (1927), Кобиљу (1927)и Црквенцу (1928) као и капела у Турији. Истовремено су започете и цркве у Бару, Брежану, Баричу, Великом Поповићу, Стењевцу, Великом Лаолу, Великом Поповцу, Рибару, Бабушници и Горњој Мутници. У време епископа Митрофана пада и подизање првих парохијских домова: Костолац, Кучево, Лучица, Баре и Жагубица.
Епископ Митрофан је уредио до сада једини Шематизам Српске православне патријаршије, по подацима из 1924. године, и издао кратак Јерејски молитвослов.
Умро је 24. јануара 1930. године и сахрањен у пожаревачкој Саборној цркви.